# Upsilon Capricorni
Upsilon Capricorni (15 Capricorni) é uma estrela na direção da constelação de Capricornus. Possui uma ascensão reta de 20h 40m 02.96s e uma declinação de −18° 08′ 19.0″. Sua magnitude aparente é igual a 5.15. Considerando sua distância de 755 anos-luz em relação à Terra, sua magnitude absoluta é igual a −1.67. Pertence à classe espectral M1III.